# Osiris collaris
Osiris collaris är en biart som beskrevs av Heinrich Friese 1930. Osiris collaris ingår i släktet Osiris och familjen långtungebin. Inga underarter finns listade i Catalogue of Life.